# Агеев, Яков Иванович
Я́ков Ива́нович Аге́ев (1902 — 25.6.1938, Москва) — деятель органов юстиции СССР. Врид прокурора Орджоникидзевского края. Входил в состав особой тройки НКВД СССР, внесудебного и, следовательно, не правосудного органа уголовного преследования.

## Биография
Из крестьян, по национальности русский. Яков Иванович Агеев является деятелем советской юстиции. В 1936—1937 годах работал в качестве врид прокурора Орджоникидзевского края. Этот период отмечен вхождением в состав особой тройки, созданной по приказу НКВД СССР от 30.07.1937 № 00447 и активным участием в сталинских репрессиях.

## Завершающий этап
Арестован в августе 1937 года. Приговорён к ВМН ВКВС СССР 25 июня 1938 года. Расстрелян в день вынесения приговора в Москве. Реабилитирован в 1956 году.